# Saut en longueur masculin aux championnats du monde d'athlétisme 1991
Navigation
Rome 1987 Stuttgart 1993
L'épreuve du saut en longueur masculin des championnats du monde de 1991 a lieu les 29 et 30 août 1991 dans le Stade national d'athlétisme de Kasumigaoka, le stade olympique de Tokyo, au Japon. La finale du saut en longueur est considérée comme l'un des meilleurs concours de l'histoire de la discipline,. Carl Lewis réalise quatre sauts à plus de 8,80 m, dont son 4e essai à 8,91 m, mais son principal adversaire à Tokyo et compatriote Mike Powell atterrit à 8,95 m à sa 5e tentative, battant de 5 cm la marque établie par Bob Beamon aux Jeux olympiques de Mexico 1968, en établissant un record du monde qui n'a pas encore été battu depuis 33 ans, 6 mois et 16 jours. 

## Médaillés
| Or          | Argent     | Bronze        |
| Mike Powell | Carl Lewis | Larry Myricks |

## Contexte
Carl Lewis est le grand favori de la compétition, il n'a plus perdu depuis dix ans, avec soixante-cinq victoires consécutives. Il est double champion olympique et double champion du monde de la discipline. Son plus grand rival est Mike Powell, médaillé d'argent aux Jeux de Séoul et numéro un de la discipline en 1990. Une victoire de Powell sur Lewis apparaît impensable bien qu'à plusieurs reprises il ait approché le record du monde. Powell arrive à Tokyo avec un record personnel à 8,66 m en 1990 et une meilleure performance de la saison de 8,63 m. Carl Lewis a lui un record personnel à 8,79 m et une meilleure performance de l'année à 8,64 m. Le troisième Américain engagé est Larry Myricks, il fait partie des sérieux prétendants à une médaille olympique. Il est le champion de monde de saut en longueur en salle en titre et a déjà sauté à 8,74 m en extérieur. Avant de venir aux Championnats du monde, l'athlète de 35 ans, avait une meilleure marque de l'année à 8,50 m.
Derrière les américains, la concurrence s'est qualifiée aux mondiaux avec des sauts inférieurs à 8,27 m.

## Résumé
Lewis entame la compétition de manière exceptionnelle avec un saut à 8,68 m, record des championnats du monde et une distance qui, outre Lewis, n'a été réalisée que par trois athlètes jusqu'alors. Powell, qui saute le premier, a commis une faute au premier essai. Quant à Myricks, il mord son premier saut.
Au deuxième saut, Powell se rapproche de Lewis. Malgré son piétinement avant la planche, il réalise 8,54 m. Carl Lewis mord, et Myricks se place troisième avec 8,20 m
Au troisième essai, l'Allemand Dietmar Haaf prend temporairement la troisième place avec 8,22 m. Lors de son saut, Powell touche le sable avec ses fesses, limitant son saut à 8,29 m. Puis Lewis saute, aidé par le vent, à 8,83 m, Le mythique record de Bob Beamon, 8,90 m est à la portée de King Carl.
Myricks reprend la troisième place à la faveur de son quatrième essai. Powell commet à nouveau une faute, son saut non mesuré est estimé à 8,80 m. Il va lui-même vérifier la griffe sur la plasticine. Lewis répond de nouveau avec un saut encore plus loin : bien que l'anémomètre indique que le vent est trop favorable pour constituer un record homologué, le saut est toutefois validé pour le concours à 8,91 m. Lewis garde la tête du concours, il a sauté un centimètre au-delà du record de Bob Beamon pourtant considéré comme imbattable.
Au cinquième tour, Powell donne également toute la mesure de son talent. Il effectue cette fois un saut valide avec un vent dans le dos de 0,3 m/s, ce qui reste dans la limite autorisée pour l'homologation d'un record. Après quelques secondes d'attente, le public et Powell explosent en découvrant la distance, 8,95 m, un nouveau record du monde, cinq centimètres de mieux que le record de Beamon vieux de vingt-trois ans.
Il reste deux essais à Lewis qui n'est plus à la poursuite de Beamon mais de Powell. Il saute à 8,87 m avec un vent de face, un nouveau record personnel en conditions autorisées. 
Le dernier saut de Powell est mordu. Il se rhabille et prie en attendant le sixième essai de Lewis. Le saut est mesuré à 8,84 m. Powell est champion du monde et nouveau recordman de la discipline.

## Résultats

### Finale
| Rang               | Athlète                | Pays             | Essais  | Essais | Essais  | Essais  | Essais | Essais | Marque | Notes       |
| Rang               | Athlète                | Pays             | 1       | 2      | 3       | 4       | 5      | 6      | Marque | Notes       |
| ------------------ | ---------------------- | ---------------- | ------- | ------ | ------- | ------- | ------ | ------ | ------ | ----------- |
| Médaille d'or      | Mike Powell            | États-Unis       | 7,85 m  | 8,54 m | 8,29 m  | x       | 8,95 m | x      | 8,95 m | WR          |
| Médaille d'argent  | Carl Lewis             | États-Unis       | 8,68 m  | x      | 8,83 mw | 8,91 mw | 8,87 m | 8,84 m | 8,91 m | PB (8,87 m) |
| Médaille de bronze | Larry Myricks          | États-Unis       | x       | 8,20 m | x       | 8,41 m  | 8,42 m | x      | 8,42 m |             |
| 4                  | Dietmar Haaf           | Allemagne        | 8,01 m  | x      | 8,22 mw | 8,05 mw | x      | x      | 8,22 m |             |
| 5                  | Bogdan Tudor           | Roumanie         | 7,85 m  | 8,00 m | x       | x       | 8,06 m | x      | 8,06 m |             |
| 6                  | David Culbert          | Australie        | x       | 7,53 m | 8,02 m  | 7,27 m  | x      | 7,60 m | 8,02 m |             |
| 7                  | Giovanni Evangelisti   | Italie           | 7,97 m  | 7,96 m | x       | x       | 8,01 m | 7,99 m | 8,01 m |             |
| 8                  | Vladimir Ochkan        | Union soviétique | 7,99 mw | x      | x       | x       | 5,89 m | x      | 7,99 m |             |
| 9                  | Jaime Jefferson        | Cuba             |         |        |         |         |        |        | 7,94 m |             |
| 10                 | André Müller           | Allemagne        |         |        |         |         |        |        | 7,94 m |             |
| 11                 | Chen Zunrong           | Chine            |         |        |         |         |        |        | 7,92 m |             |
| 12                 | Konstadínos Koukodímos | Grèce            |         |        |         |         |        |        | 7,92 m |             |
| 13                 | George Ogbeide         | Nigeria          |         |        |         |         |        |        | 7,78 m |             |

w : non homologués (vent supérieur à 2,0 m/s)

### Qualifications
| Rang | Groupe | Athlète                 | Nationalité         | Résultat | Notes |
| ---- | ------ | ----------------------- | ------------------- | -------- | ----- |
| 1    | A      | Carl Lewis              | États-Unis          | 8,56 m   | Q     |
| 2    | B      | Dietmar Haaf            | Allemagne           | 8,21 m   | Q     |
| 3    | B      | Larry Myricks           | États-Unis          | 8,20 m   | Q     |
| 4    | B      | Mike Powell             | États-Unis          | 8,19 m   | Q     |
| 5    | B      | Konstadínos Koukodímos  | Grèce               | 8,12 m   | Q     |
| 6    | A      | Chen Zunrong            | Chine               | 8,05 m   | Q     |
| 7    | B      | Bogdan Tudor            | Roumanie            | 8,05 m   | Q     |
| 8    | A      | André Müller            | Allemagne           | 8,04 m   | q     |
| 9    | A      | Jaime Jefferson         | Cuba                | 8,04 m   | q     |
| 10   | A      | Giovanni Evangelisti    | Italie              | 8,03 m   | q     |
| 11   | A      | George Ogbeide          | Nigeria             | 8,01 m   | q     |
| 12   | A      | Vladimir Ochkan         | Union soviétique    | 8,01 m   | q     |
| 13   | A      | David Culbert           | Australie           | 8,01 m   | q     |
| 14   | B      | Robert Emmiyan          | Union soviétique    | 8,00 m   |       |
| 15   | A      | Edrick Floreal          | Canada              | 7,95 m   |       |
| 16   | A      | Mark Forsythe           | Royaume-Uni         | 7,95 m   |       |
| 17   | A      | Jesús Oliván            | Espagne             | 7,94 m   |       |
| 18   | B      | Ian James               | Canada              | 7,94 m   |       |
| 19   | A      | Milan Gombala           | Tchécoslovaquie     | 7,89 m   |       |
| 20   | B      | Fausto Frigerio         | Italie              | 7,88 m   |       |
| 21   | A      | James Sabulei           | Kenya               | 7,86 m   |       |
| 22   | B      | Jarmo Karna             | Finlande            | 7,79 m   |       |
| 23   | A      | Paulo de Oliveira       | Brésil              | 7,78 m   |       |
| 24   | A      | Badara Mbengue          | Sénégal             | 7,75 m   |       |
| 25   | B      | Ángel Hernández         | Espagne             | 7,75 m   |       |
| 26   | A      | Ivan Stoyanov           | Bulgarie            | 7,73 m   |       |
| 27   | A      | Frans Maas              | Pays-Bas            | 7,71 m   |       |
| 28   | B      | Huang Geng              | Chine               | 7,69 m   |       |
| 29   | A      | Lotfi Khaida            | Algérie             | 7,68 m   |       |
| 30   | B      | Krasimir Minchev        | Bulgarie            | 7,62 m   |       |
| 31   | B      | Csaba Almás             | Hongrie             | 7,62 m   |       |
| 32   | B      | Mattias Sunneborn       | Suède               | 7,61 m   |       |
| 33   | B      | Murat Ayaydin           | Turquie             | 7,57 m   |       |
| 34   | A      | Jonathan Moyle          | Nouvelle-Zélande    | 7,52 m   |       |
| 35   | B      | Franck Zio              | Burkina Faso        | 7,50 m   |       |
| 36   | A      | François Reteno         | Gabon               | 7,15 m   |       |
| 37   | B      | Saeed Musabbah Ali      | Émirats arabes unis | 7,05 m   |       |
| 38   | B      | Kareem Streete-Thompson | Îles Caïmans        | 6,99 m   |       |
| 39   | A      | Khalid Ahmed Mousa      | Soudan              | 6,58 m   |       |
|      | A      | Hitoshi Shimo           | Japon               | NM       |       |
|      | B      | Dmitriy Bagryanov       | Union soviétique    | NM       |       |
|      | B      | Borut Bilač             | Yougoslavie         | NM       |       |
|      | B      | Craig Hepburn           | Bahamas             | NM       |       |

## Légende
Records et Performances
- AR : Record continental (area record)
- CR : Record des championnats (championship record)
- MR : Record du meeting (meet record)
- NR : Record national (national record)
- OR : Record olympique (olympic record)
- PR : Record paralympique (paralympic record)
- PB : Record personnel (personal best)
- SB : Meilleure performance personnelle de la saison (season's best)
- WL : Meilleure performance mondiale de l'année (world leader)
- WJR : Record du monde junior (world junior record)
- WR : Record du monde (world record)

Circonstances et Conditions
- DNF : N'a pas terminé (did not finish)
- DNS : N'a pas pris le départ (did not start)
- DQ : Disqualification (disqualification)
- NM : Aucun essai valable enregistré (No Mark)
- Q : Qualifié « directement » au prochain tour (ou à la prochaine compétition), lors d'une compétition majeure, grâce au classement ou à la réalisation des minima (automatic qualifier)
- q : Qualifié au prochain tour (ou à la prochaine compétition), lors d'une compétition majeure, grâce au repêchage ou à la réalisation de l'une des meilleures performances parmi celles des « non qualifiés directement » (grâce au meilleur temps ou à la meilleure distance par exemple) (secondary qualifier)